# 667 Wschodni Batalion Strzelecki
667 Wschodni Batalion Strzelecki "Szeloń" (niem. Ost-Bataillon 667, ros. Восточный егерский 667-й батальон "Шелонь") – kolaboracyjny oddział wojskowy złożony z Rosjan podczas II wojny światowej.

## Historia
Jego formowanie trwało od lutego 1942 r. w wioskach Dno, Skugry i Niechotowo nad rzeką Szeloń, dopływem jeziora Ilmen. Składał się z sowieckich jeńców wojennych i miejscowych ochotników w wieku od 19 do 37 lat. Batalion składał się z sześciu kompanii po ok. 100 ludzi w każdej. Uzbrojenie było niemieckie i zdobyczne sowieckie. Dowódcą został niemiecki oficer w stopniu majora.
Batalion prowadził działania antypartyzanckie, dokonując masowych rozstrzeliwań okolicznej ludności rosyjskiej, np. 19 grudnia 1942 r. we wsiach Byczkowo i Poczinok żołnierze batalionu zabili nie mniej niż 253 mieszkańców. Od kwietnia 1943 r. batalionem dowodził b. kapitan Armii Czerwonej Aleksandr I. Riss. W listopadzie Rosjanie zostali przeniesieni do okupowanej Danii. Batalion wszedł w skład 714 Pułku Grenadierów jako 3 batalion. Stacjonował w Skagen w południowej Jutlandii, pełniąc służbę ochronną na wybrzeżu. Na pocz. 1945 r. został przeniesiony do Niemiec, gdzie wszedł w skład jednego z pułków 2 Dywizji Sił Zbrojnych KONR.